# Vertrag von Wien (1731)
Der Zweite Wiener Vertrag von 1731 zwischen der Habsburgermonarchie unter Karl VI. und dem Königreich Großbritannien unter König Georg II. wurde am 16. März 1731 von Prinz Eugen, Graf Sinzendorf, Graf Starhemberg und dem britischen Gesandten Thomas Robinson unterzeichnet. Er beendete eine davor seit dem ersten Wiener Vertrag (1725) bestehende Annäherung zwischen Großbritannien und Frankreich und ersetzte sie durch eine Allianz zwischen Großbritannien und dem Kaiser. Der britische Premier Robert Walpole und Prinz Eugen hatten seit 1729 intensiv auf geheimem diplomatischem Weg die neue Annäherung zwischen dem Habsburger Reich und Großbritannien betrieben. Erschwert wurde sie dadurch, dass die Frist aus dem Vertrag von Sevilla (1729) abgelaufen war, nach der Frankreich und Großbritannien dem Kaiser den Krieg erklären sollten, falls dieser den Einmarsch spanischer Truppen in die Herzogtümer Parma und Toskana (auf die die Spanier Anspruch erhoben) nicht gestatten würde. Frankreich drängte deshalb die Engländer zum Krieg (Angriff in den Österreichischen Niederlanden). Ein weiteres Erschwernis war die Abneigung von Georg II. gegenüber dem Kaiser, da dieser die Rechte Georgs als deutscher Kurfürst auf Jülich und Kleve nicht anerkannte. Eine weitere Gefahr drohte, nachdem Frankreich von den laufenden Geheimverhandlungen Kenntnis erhalten hatte. An den Verhandlungen war von englischer Seite Chesterfield wesentlich beteiligt.
Im Vertrag anerkannte Großbritannien die Pragmatische Sanktion (Nachfolge Maria Theresias) und erreichte dafür die Auflösung der habsburgischen Handelskompanie in Ostende, die der britischen East India Company Konkurrenz machte.
Am 22. Juli 1731 traten auch die Spanier dem Vertrag bei, wobei Herrschaftsansprüche auf das Herzogtum Parma, dessen Herzog im Januar verstorben war, für den späteren spanischen König Karl III. anerkannt wurden.